# オガワモデリング
有限会社オガワモデリングは、埼玉県さいたま市浦和区に本社を置く、企画デザインの開発・映像・デジタルコンテンツの製作を主な事業とする企業である。1982年（昭和57年）に創業した造形製作会社の株式会社オガワモデリングを前身とする。

## 沿革
- 1982年 4月 - 小松左京原作のSF映画『さよならジュピター』制作に際し、模型製作部門として当時まだ学生だった小川正晴を中心に「小川模型グループ」発足
- 1984年 5月 - 同映画全国公開後、造形製作会社 株式会社オガワモデリング設立
- 1987年 4月 - 映像製作業務を開始
- 1998年 5月 - CGアニメーション製作業務を開始
- 2003年 6月 - 有限会社オガワモデリングに業態変更し、事務所を移転[1]

## 主な作品

### TVCM・TVCF
- ドリームネット 「着ぐるみ」編
- 安田ダイレクト
- au スカイダイビング編 C5001T
- パナソニック YOUナビ
- 味の素 コンソメチキン
- メン・イン・ブラック2
- ファイナルファンタジーXI　「俺はだれと...」編
- ダイドードリンコ ダイドーブレンドコーヒーダークロースト

### 映画・展示
- グリーンダイバーズ CG演出及び3DCGパート
- 星の王と星空の旅 キャタクターデザイン・CG製作・演出
- GUNDAM THE RIDE
- ウルトラマンティガ CG製作・模型制作
- 海のオーロラ キャラクター・セット美術の開発
- SPAWN 地獄のシーンのキャラクター制作
- アンドロメディア SPEED 島袋寛子 フルCGキャラクター・AIキャラクター原型の制作
- ウルトラマンコスモス2 THE BLUE PLANET 戦闘機

### モデリング
- New パックマン マスター模型・CGデータ
- トヨタ自動車 bB Necropolis編 エジプト像デジタライズデータ作製

### TV・DVD・Video
- GUNDAM EVOLVE4 HGUC ガンダムGP03 デンドロビウム初回生産分の特典映像製作
- ウルトラマンコスモス テックサンダー CG製作
- GUNDAM EVOLVE2 PG ガンダムMk-II（白） 初回生産分の特典映像製作
- ベネッセコーポレーション 進研ゼミ小学校講座（低学年向け教材）アニメーション開発・CG製作
- NHK 天才てれびくん オープニング登場 CGキャラクター製作
- テレビ朝日 〜イマジン起死回生SP「ガンで死なないために」〜 CG製作
- TBS 〜巨大病院救命前線!母と子の命を救え!完全密着24時スペシャル〜 CG製作

### ボードゲーム
- パイオニア提供 も〜しょんパラダイス

## 模型製作で関わった作品
造形製作会社としてのオガワモデリングでは、東宝の特撮映画作品で、多数のミニチュア撮影用プロップ（主に架空のメカニック・兵器など）を制作している。業態変更後もフィギュアの塗装見本などを手掛ける。
- さよならジュピター（1984年） - 登場する各種宇宙船[2]
- ゴジラシリーズ
  - ゴジラ（1984年） - ソ連地上攻撃用核衛星[2]
  - ゴジラvsビオランテ（1989年） - 92式メーサー戦車[2][注釈 1]
  - ゴジラvsキングギドラ（1991年） - MOTHER、KIDS
  - ゴジラvsモスラ（1992年） - 93式メーサー攻撃機
  - ゴジラvsメカゴジラ（1993年） - ガルーダ、メカゴジラ飛行形態モデル
  - ゴジラvsデストロイア（1995年） - スーパーX3、95式冷凍レーザータンク
- ガンヘッド（1989年） - ガンヘッド